# Vincent Planté
Vincent Planté (Lilla, 19 novembre 1980) è un allenatore di calcio ed ex calciatore francese, di ruolo portiere.

## Carriera
Cresce nelle giovanili del Cannes che nel 1999 lo promuove in prima squadra.
Nel 2003, dopo 70 presenze in campionato e 4 stagioni in Costa Azzurra, viene acquistato dal Caen di cui diviene titolare nella stagione 2004-2005 a seguito dell'infortunio del compagno di reparto Steeve Elana e le sue ottime prestazioni nella Coppa di Lega francese.
Il 26 giugno 2009 viene acquistato per un milione di euro dal Saint-Étienne. Dopo essere stato impiegato in sole tre partite di campionato, l'anno successivo Planté si trasferisce in prestito alla neopromossa Arles -Avignon.
Il 30 luglio 2011, dopo essersi svincolato dal Saint-Etienne, firma un contratto triennale con il Guingamp.
Si ritira nel 2017.
Il 18 aprile 2021, da allenatore dei portieri, complice l'infortunio di tutti e tre gli estremi difensori del Chambly, scende in campo nell'intervallo di Chambly - Amiens. Tale gara, divenuta la presenza numero 380 per il portiere, si conclude con il risultato di 2 - 0 in favore dei padroni di casa.

## Palmarès

### Club

#### Competizioni nazionali
- Championnat National: 1

Red Star: 2014-2015